# Florian Geyer

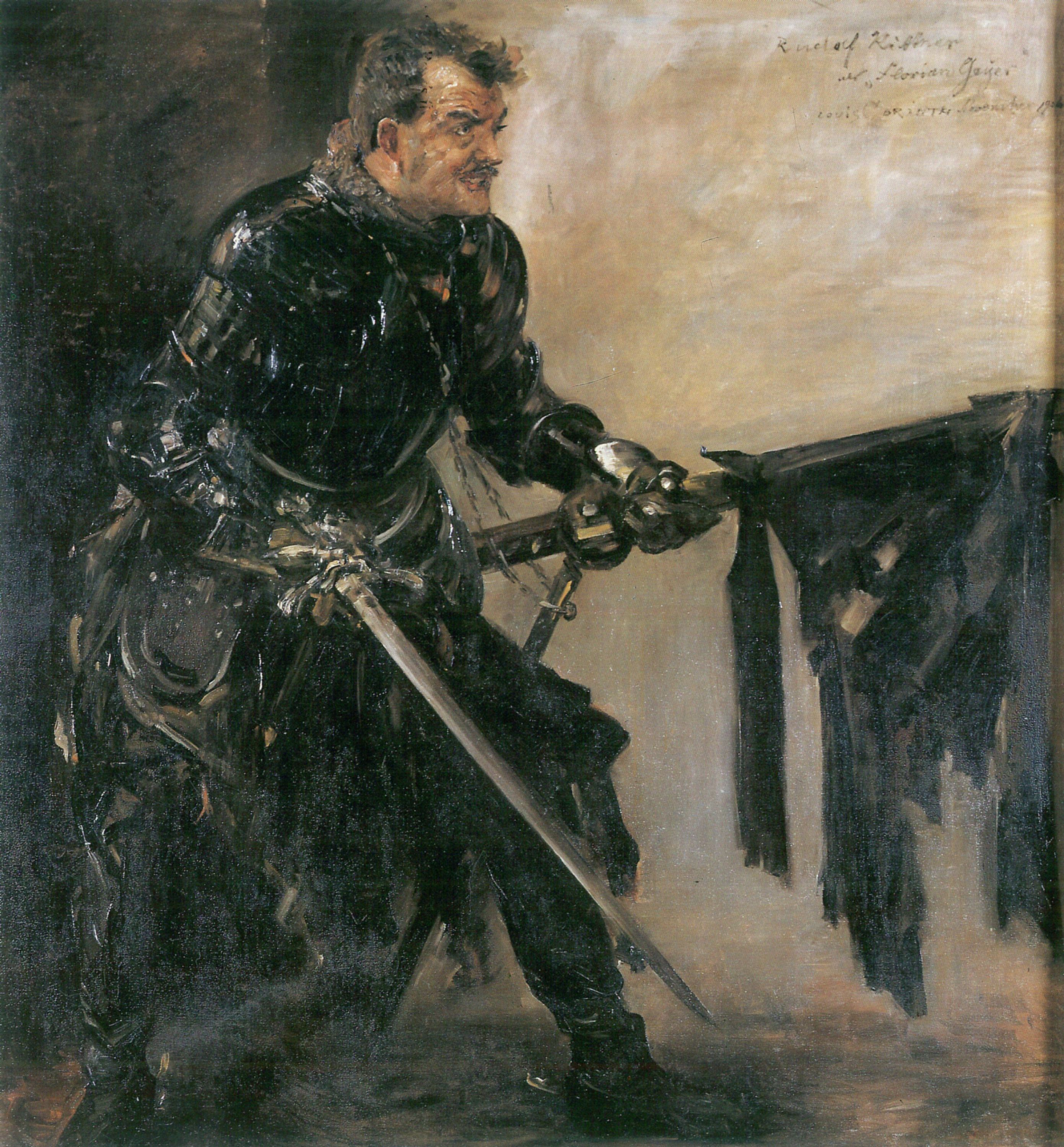
Pintura de Rudolf von Alt como Geyer en la obra de Hauptmann.

Florian Geyer (o Geier) (c. 1490 Giebelstadt - 1525, Wurzburgo), conocido también como Florian Geyer von Giebelstadt, fue un noble de Franconia, perteneciente a la caballería y que ocupó cargos diplomáticos. Su fama se debe a su participación en favor de los sublevados durante la Guerra de los campesinos alemanes en el Sacro Imperio Romano Germánico en los años 1524/1525.

## Biografía

### Los comienzos
Tras la muerte de su padre Dietrich en 1492 y de sus dos hermanos mayores, heredó la totalidad de la fortuna y posesiones familiares, lo que le permitió llevar una vida libre de preocupaciones financieras. En 1512-1513 fue invitado a la corte del rey Enrique VIII de Inglaterra, donde probablemente escuchó hablar de las ideas reformistas de John Wycliffe y de los Lolardos. En 1517, se negó a pagar intereses viejos de 350 años que la Fundación Colegial de Neumünster (Kollegiatstift Neumünster) le reclamaba. En razón de dicho incidente fue excomulgado y proscripto, situación en la que permaneció hasta el fin de sus días.
En 1519 sirvió como Vasallo del Margrave Casimiro de Brandeburgo-Bayreuth en el ejército de la liga Suaba, en tanto que comandante de Lansquenetes en acciones en contra del Duque Ulrico de Wurtemberg y de Götz von Berlichingen en Möckmühl.

### Al servicio de Alberto de Brandeburgo-Ansbach
Más adelante en el mismo año, Kasimir de Brandeburgo-Ansbach-Bayreuth lo envió a su hermano, el Gran Maestro de la Orden Teutónica Alberto de Brandeburgo-Ansbach, para que lo asesorase, cual experimentado capitán que era, en su conflicto con Polonia. Como la situación militar evolucionó desfavorablemente, fue enviado en misión diplomática a numerosas cortes europeas. En 1520, negoció una tregua que puso fin a la Guerra Polaco-Teutónica (1519-1521). Hasta 1523 estuvo al servicio de Alberto de Brandeburgo-Ansbach.
En ese mismo año acompañó a su príncipe durante una visita a Martín Lutero en Wittenberg y es probable que haya simpatizado con los ideales de este último a partir de dicha reunión.

### Asesor, negociador y jefe militar durante la Guerra de los campesinos alemanes
Al comenzar  la guerra de los campesinos alemanes en 1525, Florian Geyer obró como asesor y jefe de negociaciones en representación de las bandas campesinas del valle del Tauber. Aparte de participar en la organización y en la preparación de una estrategia, Florian Geyer, con su propia fortuna, apoyó militarmente a los campesinos proveyendo una tropa de algunos cientos de hombres, un núcleo central de profesionales, que en razón del uniforme negro utilizado, fue conocido como "La Banda Negra"(Die Schwarze Haufen) . Ocupó varias pequeñas ciudades, entre ellas Rohtenburg en Tauber. Geyer se transformó en un héroe en el folklore de Franconia y de toda Alemania.
Condujo negociaciones con el Magrave Kasimir de Brandeburgo-Ansbach-Bayreuth. Su objetivo en la lucha contra los príncipes territoriales fue lograr una reforma en el imperio asentada en las pretensiones de los campesinos y la burguesía y sobre todo la supresión de los privilegios del clero tomando el evangelio como fundamento moral. Pero no logró convencer a los campesinos más radicales con sus pretensiones moderadas y en razón de sus orígenes nobles despertaba también desconfianza.
Otras versiones le atribuyeron la destrucción de catedrales, castillos y ejecuciones sumarias de nobles y clérigos, pero la crueldad y la extensión de tales actividades está sujeta a controversias
Sólo cuando las tropas de la liga suaba conducidas por el senescal Jorge III de Waldburg-Zeil les infligieron severas derrotas, los campesinos aceptaron seguir los consejos de Geyer y con su ayuda trataron de lograr un acuerdo de paz negociando con el Magrave Kasimir. Geyer viajó con tal finalidad a Rothenburg para esperar a la escolta de Kasimir.
Pero durante esa espera, los campesinos fueron derrotados en la decisiva batalla de Ingolstadt, en la Baja Franconia y en Königshofen. Geyer abandonó entonces Rothenburg y se dirigió solo hacia el norte.

## Muerte
En la noche del 9 o del 10 de junio de 1525 contactaron con él en Wurzburgo dos enviados de su cuñado, Wilhelm von Brumbach, quienes le manifestaron su intención de ayudarle. Pero mientras viajaba con ellos, lo asesinaron apuñalándole en el bosque de Gramschatz en las cercanías de Wurzburgo. El paradero de sus restos es desconocido. Según una versión, habría sido enterrado por sus asesinos inmediatamente en uno de los bosques circundantes en un lugar hasta hoy misterioso.
Las tentativas posteriores de borrar de la memoria colectiva la figura de Geyer, obscurecieron todos estos detalles.

## La figura de Florian Geyer como emblema
En razón de su desprendimiento y renuncia voluntaria a una vida de lujo y placeres  para seguir sus convicciones, Florian Geyer se prestaba mucho más  que el ambiguo Götz von Berlichingen o el así llamado "canciller de los campesinos" Wendel Hipler, para servir de figura ejemplar. Ello le valió de ser instrumentalizado en los siglos XIX y XX a la vez por los ideólogos de la izquierda y de la derecha.

### Instrumentalización por el marxismo
Según Friedrich Engels en su libro sobre la guerra de los campesinos, esta confrontación no fue ni más ni menos  que un ejemplo práctico de la lucha de clases, en la cual el lenguaje y las metáforas bíblicas fueron utilizados por cuanto se trataban de referencias corrientemente comprendidas por los campesinos. Geyer se transformó así en un arquetípo precursor de la lucha proletaria, en un héroe revolucionario proto-comunista .
En el siglo XIX inspiró la canción popular "Somos los de la Banda Negra de Geyer" (Wir sind des Geyers schwarzer Haufen) que fue adoptada por la internacional marxista como entusiasta y conmovedor himno a la unión de los proletarios.

### Instrumentalización por el nacional-socialismo
Por su parte, el nacional-socialismo sucumbió también a la atracción del emblemático personaje. Era uno de los pocos con los cuales la historia de la nación alemana en su conjunto podía identificarse. Geyer atrajo la atención de Hitler y del partido nacional socialista, con el resultado de que, durante la Segunda Guerra Mundial la octava división de la caballería blindada de los Waffen-SS se transformó en la "División Florian Geyer"

## Leyenda
Entretanto, el apesadumbrado espectro de la novia de Florian Geyer puede todavía cruzarse con algún desprevenido caminante que en noches de luna se aventure en los bosques cercanos al castillo familiar, según cuentan leyendas ancestrales.

## Herencia
La familia de Florian Geyer se extinguió en los comienzos del siglo XVIII y el castillo original de la familia situado en Giebelstadt pasó a otras manos. Es todavía en la actualidad, sede de una celebración anual en su memoria, la "Florian Geyer Festspiele".

## Literatura
Geyer es el problemático héroe del drama histórico de Gerhart Hauptmann "Florian Geyer", publicado en 1896.